# Clara Lemlich
Clara Lemlich Shavelson (28 de març de 1886 a Horodok, a l'Imperi rus, actual Ucraïna – 12 de juliol de 1982 a Los Angeles) fou una sindicalista i sufragista americana, figura clau de la Unió Internacional de Dones Treballadores de la Confecció (ILGWU). Va liderar la «Vaga de les camiseres» o «Aixecament de les 20.000», una vaga de dones treballadores de la confecció a Nova York el 1909. Indesitjable per a la indústria per la seva implicació sindical, va treballar pel sufragi femení, dins d'associacions de consumidors concebudes com a sindicats de mestresses de casa, i es va fer membre del Partit Comunista dels Estats Units d'Amèrica. La seva lluita és l'origen de la celebració del 8 de març com a Dia Internacional de la Dona Treballadora

## Orígens
Clara Lemlich havia nascut en una família jueva molt practicant. Al poble es parlava yiddish, la llengua jueva local; ella aprengué també a llegir el rus, malgrat l'oposició del seu pare, cosa que la feia útil per als seus veïns i la seva família i li permetia guanyar diners com a escriba per llegir i escriure el correu. Es va fer en secret una biblioteca en rus, però el seu pare la descobrí i li cremà els llibres. La família va emigrar a Nova York l'any 1903, quan ella tenia 16 anys.

## Emigració a Nova York i sindicalisme
Sense parlar l'anglès, treballaven a la indústria tèxtil, com molts immigrants jueus de Nova York. Clara Lemlich, que vivia amb els seus pares, creà amb la resta de dones del seu taller un grup que aviat esdevingué un sindicat, una mena d'organitzacions que a Nova York ja estaven molt desenvolupades i eren poderoses. Però representaven els oficis especialitzats de la indústria, no els ajudants i subalterns, i eren masculins. La mà d'obra no qualificada a la indústria tèxtil era femenina, i a la dècada de 1990 la immigració jueva russa va ser important. Lemlich es trobà així per primera vegada amb el socialisme.
El món del treball estava molt poc reglamentat: les noies treballaven 70 hores per setmana per una misèria (3$ per setmana) i patien assetjament i vexacions de caps i guàrdies, tots masculins. Els treballadors homes que dominaven el sindicat excloïen les dones de les convocatòries i davant d'aquestes actituds va portar les seves companyes a la vaga. Rebien pallisses i Clara Lemlich fou acomiadada de dos tallers. L'any 1909 la van colpejar i li van fracturar dues costelles; en aquest estat llastimós acudí a l'assemblea general de la Cooper Union, on només parlaven els homes, però amb l'ajuda de la multitud va aconseguir prendre la paraula. Expressant-se en yiddish -el 85% eren jueus, a l'assemblea- proposà la vaga general, en demanda de millors horaris, condicions més segures i un salari més justː
"He sentit tots els que han parlat i no tinc més paciència. Sóc una noia treballadora, sota condicions intolerables. Estic cansada d'escoltar intervencions que només diuen vaguetats… Els que som aquí volem decidir si fem vaga o no. I jo proposo que anem a la vaga general”.
I hi afegí la fórmula jueva de lleialtat a la paraula donada: «si traeixo la causa que aquí defenso, que se'm desprengui la mà del braç que ara alço». Tingué el suport de les altres dones sindicalistes de Nova York, com Mary Harris Jones, Emma Goldman o Rose Schneiderman, i també d'un grup de dones riques que es van organitzar a través de la Women's Trade Union League (WTUL). Aquesta vaga massiva va suposar el reconeixement legal de totes les cèl·lules sindicals que havien estat clandestines fins aleshores. Però la seva implicació tingué també un cost: essent a la llista negra, ja no trobà feina a la indústria tèxtil de Nova York.

## Activisme post-sindical
Clara Lemlich s'acostà aleshores a les sufragistes americanes i al Partit Socialista estatunidenc. El 1913 es va casar amb l'impressor Joe Shavelson i va iniciar una nova lluita pels drets dels consumidors. El 1926 es va unir al Partit Comunista estatunidenc. Durant la Segona Guerra Mundial, donà suport al compromís dels EUA contra el feixisme, i també lluità contra les armes nuclears. Després de la guerra va viatjar a Moscou amb altres activistes. En l'època del maccarthisme, la família estigué a la llista negra i va haver de fugir a la costa oest, a Los Angeles, per trobar feina, però això no l'aturà ni la feu callar. Acabà la seva vida en una residència de jubilats jueus el 12 de juliol de 1982.

## La celebració del 8 de març
La vaga de les camiseres de Nova York va comportar que l'any següent les delegades del Partit Socialista estatunidenc proposessin a Copenhaguen, en la II Conferència Internacional de Dones Socialistes, establir un Dia Internacional de la Dona Treballadora. La proposta va rebre el suport de la socialista alemanya Clara Zetkin, que presidia la mesa, i s'acordà per votació la celebració d'un dia de lluita específic per a les reivindicacions de les dones treballadores. Més endavant es decidiria que fos el 8 de març.